# Abik Boungab
Abik Boungab, née le 21 décembre 1998, est une escrimeuse algérienne pratiquant le sabre et l'épée.

## Carrière
Médaillée de bronze en sabre individuel et par équipes aux Championnats d'Afrique d'escrime 2014 au Caire, Abik Boungab remporte ensuite la médaille de bronze de sabre par équipes aux Championnats d'Afrique d'escrime 2015 au Caire et la médaille d'argent du sabre par équipes aux Jeux africains de 2015 à Brazzaville. Aux Championnats d'Afrique d'escrime 2016 à Alger, elle est médaillée d'argent du sabre par équipes et médaillée de bronze individuellement. Elle remporte une nouvelle médaille de bronze individuelle aux Championnats d'Afrique d'escrime 2018 à Tunis ainsi qu'une médaille de bronze par équipes.
Elle remporte la médaille de bronze en épée par équipes aux Championnats d'Afrique d'escrime 2022 à Casablanca.
Elle est médaillée d'argent en sabre par équipes aux Championnats d'Afrique 2023 au Caire.